# Never Ending Tour 2013
Never Ending Tour 2013 es el vigésimo sexto año del Never Ending Tour, una gira musical del músico estadounidense Bob Dylan realizada de forma casi ininterrumpida desde el 7 de junio de 1988.

## Trasfondo
El vigésimo sexto año del Never Ending Tour comenzó con una etapa por Norteamérica anunciada a través de la web oficial del músico el 27 de febrero de 2013. La etapa, con trece conciertos iniciales programados, comenzó el 5 de abril en Buffalo (Nueva York). Más conciertos en Estados sureños fueron añadidos una semana después.
Durante el verano, Dylan emprendió una etapa bajo el nombre de Americanarama Festival of Music. Dicha etapa incluyó 26 conciertos que comenzaron el 26 de junio en West Palm Beach (Florida) y terminaron el 4 de agosto en Mountain View (California).
La web oficial de Dylan anunció también una etapa por Europa entre octubre y noviembre que incluyó nueve conciertos en el Reino Unido, tres en Glasgow, tres en Blackpool y otros tres en Londres. Los conciertos en Londres tuvieron lugar en el Royal Albert Hall, donde Dylan tocó por última vez en mayo de 1966.

## Banda
- Bob Dylan: voz, piano y armónica
- Tony Garnier: bajo
- Stu Kimball: guitarra rítmica
- George G. Receli: batería
- Duke Robillard: guitarra principal (5 de abril - 30 de junio)
- Charlie Sexton: guitarra principal (2 - 14 de julio, 26 y 27 de julio, 31 de julio, 10 de octubre - actualidad)
- Colin Linden: guitarra principal (15 - 24 de julio, 28 de julio, 1 - 4 de agosto)

## Conciertos
| Fecha                           | Ciudad            | País           | Escenario                              |
| ------------------------------- | ----------------- | -------------- | -------------------------------------- |
| Norteamérica                    |                   |                |                                        |
| 5 de abril de 2013              | Buffalo           | Estados Unidos | SUNY Alumni Arena                      |
| 6 de abril de 2013              | Amherst           | Estados Unidos | William D. Mullins Memorial Center     |
| 8 de abril de 2013              | Kingston          | Estados Unidos | Ryan Center                            |
| 9 de abril de 2013              | Lowell            | Estados Unidos | Paul E. Tsongas Center at UMass Lowell |
| 10 de abril de 2013             | Lewiston          | Estados Unidos | Androscoggin Bank Colisée              |
| 12 de abril de 2013             | Newark            | Estados Unidos | Bob Carpenter Center                   |
| 13 de abril de 2013             | California        | Estados Unidos | CUP Convocation Center                 |
| 14 de abril de 2013             | Ithaca            | Estados Unidos | Barton Hall                            |
| 16 de abril de 2013             | Richmond          | Estados Unidos | Landmark Theater                       |
| 18 de abril de 2013             | Bethlehem         | Estados Unidos | Stabler Arena                          |
| 19 de abril de 2013             | Akron             | Estados Unidos | E. J. Thomas Hall                      |
| 20 de abril de 2013             | Kalamazoo         | Estados Unidos | Wings Stadium                          |
| 21 de abril de 2013             | Bowling Green     | Estados Unidos | Stroh Center                           |
| 23 de abril de 2013             | St. Louis         | Estados Unidos | Peabody Opera House                    |
| 24 de abril de 2013             | Springfield       | Estados Unidos | JQH Arena                              |
| 25 de abril de 2013             | Champaign         | Estados Unidos | Champaign Assembly Hall                |
| 27 de abril de 2013             | Murray            | Estados Unidos | CFSB Center                            |
| 28 de abril de 2013             | Louisville        | Estados Unidos | The Louisville Palace                  |
| 30 de abril de 2013             | Asheville         | Estados Unidos | U.S. Cellular Center                   |
| 1 de mayo de 2013               | Charlotte         | Estados Unidos | Time Warner Cable Uptown Amphitheatre  |
| 2 de mayo de 2013               | Raleigh           | Estados Unidos | Red Hat Amphitheater                   |
| 4 de mayo de 2013               | Charleston        | Estados Unidos | Family Circle Tennis Center            |
| 5 de mayo de 2013               | Saint Augustine   | Estados Unidos | St. Augustine Amphitheatre             |
| Americanarama Festival of Music |                   |                |                                        |
| 26 de junio de 2013             | West Palm Beach   | Estados Unidos | Cruzan Amphitheatre                    |
| 27 de junio de 2013             | Tampa             | Estados Unidos | MidFlorida Credit Union Amphitheatre   |
| 29 de junio de 2013             | Atlanta           | Estados Unidos | Aaron's Amphitheatre at Lakewood       |
| 30 de junio de 2013             | Nashville         | Estados Unidos | The Lawn at Riverfront Park            |
| 2 de julio de 2013              | Memphis           | Estados Unidos | AutoZone Park                          |
| 3 de julio de 2013              | Tuscaloosa        | Estados Unidos | Tuscaloosa Amphitheater                |
| 5 de julio de 2013              | Noblesville       | Estados Unidos | Klipsch Music Center                   |
| 6 de julio de 2013              | Cincinnati        | Estados Unidos | Riverbend Music Center                 |
| 9 de julio de 2013              | Duluth            | Estados Unidos | Bayfront Park                          |
| 10 de julio de 2013             | St. Paul          | Estados Unidos | Midway Stadium                         |
| 11 de julio de 2013             | Peoria            | Estados Unidos | Peoria Civic Center                    |
| 12 de julio de 2013             | Bridgeview        | Estados Unidos | Toyota Park                            |
| 14 de julio de 2013             | Clarkston         | Estados Unidos | DTE Energy Music Theatre               |
| 15 de julio de 2013             | Toronto           | Canadá         | Molson Canadian Amphitheatre           |
| 18 de julio de 2013             | Corfu             | Estados Unidos | Darien Lake Performing Arts Center     |
| 19 de julio de 2013             | Bridgeport        | Estados Unidos | Webster Bank Arena                     |
| 20 de julio de 2013             | Mansfield         | Estados Unidos | Comcast Center                         |
| 21 de julio de 2013             | Saratoga Springs  | Estados Unidos | Saratoga Performing Arts Center        |
| 23 de julio de 2013             | Columbia          | Estados Unidos | Merriweather Post Pavilion             |
| 24 de julio de 2013             | Virginia Beach    | Estados Unidos | Farm Bureau Live at Virginia Beach     |
| 26 de julio de 2013             | Hoboken           | Estados Unidos | Pier A Park                            |
| 27 de julio de 2013             | Wantagh           | Estados Unidos | Nikon at Jones Beach Theater           |
| 28 de julio de 2013             | Camden            | Estados Unidos | Susquehanna Bank Center                |
| 31 de julio de 2013             | Greenwood Village | Estados Unidos | Comfort Dental Amphitheatre            |
| 1 de agosto de 2013             | West Valley City  | Estados Unidos | USANA Amphitheatre                     |
| 3 de agosto de 2013             | Irvine            | Estados Unidos | Verizon Wireless Amphitheatre          |
| 4 de agosto de 2013             | Mountain View     | Estados Unidos | Shoreline Amphitheatre                 |
| Europa                          |                   |                |                                        |
| 10 de octubre de 2013           | Oslo              | Noruega        | Oslo Spektrum                          |
| 12 de octubre de 2013           | Estocolmo         | Suecia         | Waterfront Congress Centre             |
| 13 de octubre de 2013           | Estocolmo         | Suecia         | Waterfront Congress Centre             |
| 15 de octubre de 2013           | Copenhague        | Dinamarca      | Falconer Salen                         |
| 16 de octubre de 2013           | Copenhague        | Dinamarca      | Falconer Salen                         |
| 18 de octubre de 2013           | Hanover           | Alemania       | Swiss Life Hall                        |
| 19 de octubre de 2013           | Hamburgo          | Alemania       | Congress Center Hamburg                |
| 20 de octubre de 2013           | Hamburgo          | Alemania       | Congress Center Hamburg                |
| 22 de octubre de 2013           | Düsseldorf        | Alemania       | Mitsubishi Electric Halle              |
| 24 de octubre de 2013           | Berlín            | Alemania       | Tempodrom                              |
| 25 de octubre de 2013           | Berlín            | Alemania       | Tempodrom                              |
| 26 de octubre de 2013           | Berlín            | Alemania       | Tempodrom                              |
| 28 de octubre de 2013           | Geneva            | Suiza          | SEG Geneva Arena                       |
| 30 de octubre de 2013           | Ámsterdam         | Países Bajos   | Heineken Music Hall                    |
| 31 de octubre de 2013           | Ámsterdam         | Países Bajos   | Heineken Music Hall                    |
| 2 de noviembre de 2014          | Milán             | Italia         | Teatro degli Arcimboldi                |
| 3 de octubre de 2013            | Milán             | Italia         | Teatro degli Arcimboldi                |
| 4 de noviembre de 2014          | Milán             | Italia         | Teatro degli Arcimboldi                |
| 6 de noviembre de 2014          | Roma              | Italia         | Atlántico Live                         |
| 7 de noviembre de 2014          | Roma              | Italia         | Atlántico Live                         |
| 8 de noviembre de 2014          | Padova            | Italia         | Gran Teatro Geox                       |
| 10 de noviembre de 2014         | Bruselas          | Bélgica        | Forest National                        |
| 12 de noviembre de 2014         | París             | Francia        | Le Grand Rex                           |
| 13 de noviembre de 2014         | París             | Francia        | Le Grand Rex                           |
| 14 de noviembre de 2014         | París             | Francia        | Le Grand Rex                           |
| 16 de noviembre de 2014         | Esch-sur-Alzette  | Luxemburgo     | Rockhal                                |
| 18 de noviembre de 2014         | Glasgow           | Escocia        | Clyde Auditorium                       |
| 19 de noviembre de 2014         | Glasgow           | Escocia        | Clyde Auditorium                       |
| 20 de noviembre de 2014         | Glasgow           | Escocia        | Clyde Auditorium                       |
| 22 de noviembre de 2014         | Blackpool         | Inglaterra     | Blackpool Opera House                  |
| 23 de noviembre de 2014         | Blackpool         | Inglaterra     | Blackpool Opera House                  |
| 24 de noviembre de 2014         | Blackpool         | Inglaterra     | Blackpool Opera House                  |
| 26 de noviembre de 2014         | Londres           | Inglaterra     | Royal Albert Hall                      |
| 27 de noviembre de 2014         | Londres           | Inglaterra     | Royal Albert Hall                      |
| 28 de noviembre de 2014         | Londres           | Inglaterra     | Royal Albert Hall                      |